# Хмылёв, Юрий Алексеевич
Ю́рий Алексе́евич Хмылёв (род. 9 августа 1964, Москва) — советский и российский хоккеист, заслуженный мастер спорта СССР (1989).

## Биография
Воспитанник спортивной школы московского хоккейного клуба «Крылья Советов», Хмылёв в неполные 18 лет начал играть в составе команды мастеров. Он привлёк внимание специалистов хорошим пониманием игры, завидными физическими данными и рациональной техникой владения клюшкой. Юрий Хмылёв не только занял прочное место в основном составе «Крыльев», но и вошёл в её ведущее звено (Пряхин — Немчинов — Хмылёв).
В 1984 году в составе молодёжной команды СССР выиграл золотую медаль на чемпионате мира среди молодёжи. Первый матч в составе главной сборной СССР по хоккею Юрий провёл в 1985 году против сборной Чехословакии. В её составе стал чемпионом Олимпийских игр 1992 года в Альбервиле и дважды чемпионом мира.
Хмылёв принимал участие в суперсерии ЦСКА против команд НХЛ (1989 и 1990/1991).
Одним из первых уехал из «Крыльев» в НХЛ. Несколько лет выступал за «Баффало» и «Сент-Луис»
В чемпионатах СССР и России сыграл 445 матчей, забросил 163 шайбы. В чемпионатах НХЛ — 263 матча, 64 шайбы, в турнирах Кубка Стэнли — 26 матчей, 8 шайб. В чемпионатах мира и Олимпийских играх провёл 38 матчей, забросил 8 шайб, а всего сыграл в 95 официальных матчах сборной СССР и забросил 18 шайб. Играл в сборной СССР на Кубке Канады 1987 года.

## Достижения
- Олимпийский чемпион 1992.
- Чемпион мира — 1986, 1989.
- Чемпион Европы — 1986, 1987, 1989.
- Победитель Международного турнира на Приз газеты «Известия» — 1986, 1988.
- Победитель Международного турнира Рандеву 1987.
- Победитель молодежного чемпионата мира 1984.
- Серебряный призёр чемпионата мира 1987.
- Бронзовый призёр юниорского чемпионата Европы 1982.
- Бронзовый призёр чемпионата СССР — 1989, 1991.
- Обладатель Кубка Лиги 1989.

## Статистика

### Клубная карьера
```
                                            --- Regular Season ---  ---- Playoffs ----
Season   Team                        Lge    GP    G    A  Pts  PIM  GP   G   A Pts PIM
--------------------------------------------------------------------------------------
1981-82  Krylja Sovetov              Russi   8    2    2    4    0
1982-83  Krylja Sovetov              Russi  51    9    7   16   14
1983-84  Krylja Sovetov              Russi  43    7    8   15   10
1984-85  Krylja Sovetov              Russi  30   11    4   15   24
1985-86  Krylja Sovetov              Russi  40   24    9   33   22
1986-87  Krylja Sovetov              Russi  40   15   15   30   48
1987-88  Krylja Sovetov              Russi  48   21    8   29   46
1988-89  Krylja Sovetov              Russi  44   16   18   34   38
1989-90  Krylja Sovetov              Russi  44   14   13   27   30
1990-91  Krylja Sovetov              Russi  45   25   14   39   26
1991-92  Krylja Sovetov              Russi  36   15   15   30   20   6   4   2   6   0
1992-93  Buffalo Sabres              NHL    68   20   19   39   28   8   4   3   7   4
1993-94  Buffalo Sabres              NHL    72   27   31   58   49   7   3   1   4   8
1994-95  Buffalo Sabres              NHL    48    8   17   25   14   5   0   1   1   8
1994-95  Soviet Wings                IHL    15    2    2    4    4  --  --  --  --  --
1995-96  Buffalo Sabres              NHL    66    8   20   28   40  --  --  --  --  --
1995-96  St. Louis Blues             NHL     7    0    1    1    0   6   1   1   2   4
1996-97  St. Louis Blues             NHL     2    1    0    1    2  --  --  --  --  --
1996-97  Hamilton Bulldogs           AHL    52    5   19   24   43  22   6   7  13  12
1996-97  Quebec Rafales              IHL    15    1    7    8    4  --  --  --  --  --
1997-98  Fribourg-Gotteron           Swiss  17    5    6   11    2   2   1   0   1   0
1998-99  St. John's Maple Leafs      AHL    48   12   21   33   19   5   2   1   3   4
--------------------------------------------------------------------------------------
         NHL Totals                        263   64   88  152  133  26   8   6  14  24

```